# Ironweed
Ironweed è un film drammatico del 1987 diretto da Héctor Babenco che ha come protagonisti Jack Nicholson e Meryl Streep nella parte di due senzatetto. Completano il cast molti altri attori famosi, tra cui Carroll Baker. È tratto da un romanzo di William Kennedy, autore anche della sceneggiatura.

## Trama
Albany, 1938. Francis 'Fran' Phelan, un ex giocatore di baseball un po' schizofrenico divenuto un senzatetto, decide  di trascorrere, insieme alla compagna Helen Archer (una cantante in declino) e ai compagni di vagabondaggio, la festività di Halloween nella città natale dalla quale manca da decenni.
Lo accompagnano, oltre ai compagni di sventura sempre alla ricerca di un piatto caldo e di un letto al coperto in cui ripararsi dal freddo e trascorrere la notte, i fantasmi del passato (rappresentati ad esempio dal ricordo di un crumiro ucciso in gioventù durante una manifestazione sindacale e dal figlioletto di pochi mesi morto in circostanze accidentali) che continuano a tormentarlo e dai quali non riesce a distaccarsi. Neppure l'incontro con la moglie, i figli e il nipote potrà riportarlo indietro nel tempo e a una vita domestica.

## Riconoscimenti
- 1988 - Premio Oscar
  - Candidatura come miglior attore protagonista a Jack Nicholson
  - Candidatura come miglior attrice protagonista a Meryl Streep
- 1988 - Golden Globe
  - Candidatura come miglior attore in un film drammatico a Jack Nicholson
- 1987 - New York Film Critics Circle Award
  - Miglior attore protagonista a Jack Nicholson
- 1987 - Los Angeles Film Critics Association Award
  - Miglior attore protagonista a Jack Nicholson
- 1989 - Festival cinematografico internazionale di Mosca
  - Candidatura al Golden St.George a Héctor Babenco

Il film ha avuto diversi riconoscimenti. I due attori principali - Jack Nicholson e Meryl Streep sono stati candidati ai premi Oscar 1988 come miglior attore e migliore attrice protagonisti. Per quest'interpretazione Nicholson è stato candidato anche ai Golden Globe 1988 ed ha vinto il LAFCA Award e il New York Film Critics Circle Award del 1987.
Il regista Babenco è stato candidato nel 1989 per il Golden St. George al Festival cinematografico internazionale di Mosca.